# Judiaria

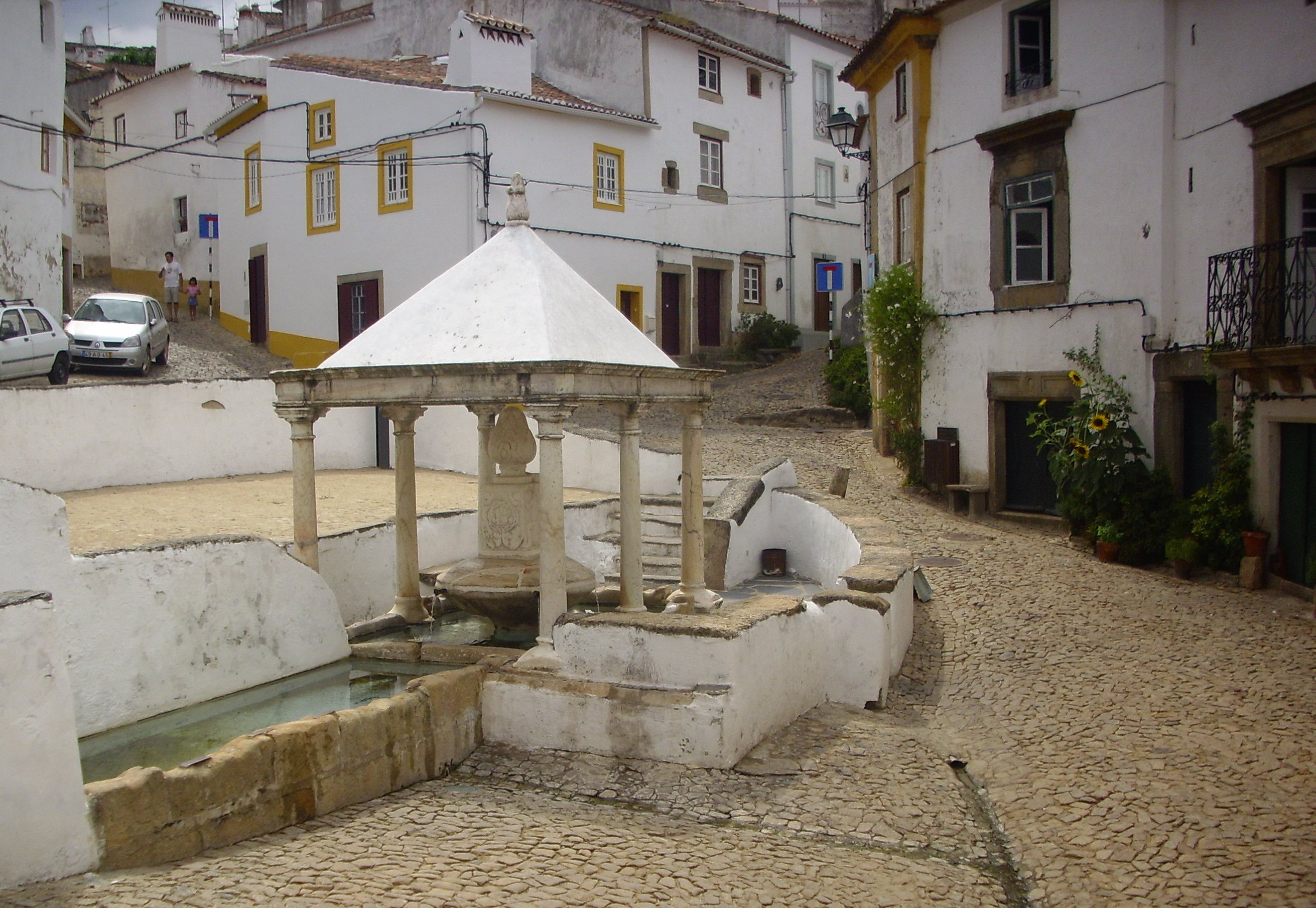
Fonte da Vila, na judiaria de Castelo de Vide, Portugal

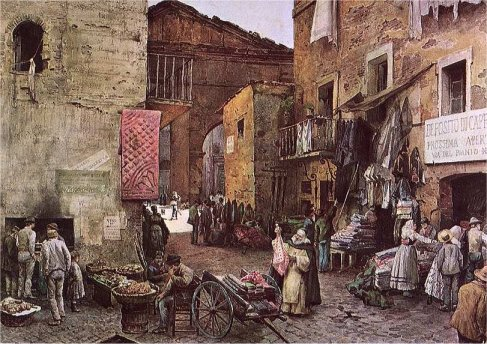
Judiaria de Roma numa gravura

Judiaria, judaria ou bairro judeu era a parte de uma cidade em que eram obrigados, por lei, a residir os judeus. Por extensão, o termo aplica-se a qualquer parte de um aglomerado populacional habitado maioritária ou exclusivamente por pessoas de cultura judaica.

## História
Os judeus apareceram no território português ainda antes do período da romanização,[carece de fontes?] logo após a destruição do Primeiro Templo de Jerusalém pelos babilónios, ocorrida no ano 586 a.C.
No Alandalus foi mantido um hábito, proveniente já das comunidades muçulmanas, que consistia em separar dentro da mesma localidade, os habitantes pelo seu credo religioso, apesar da relativa tolerância religiosa existente.  Os locais ou zonas onde viviam os judeus, foram designados por judiarias.
As primeiras judiarias em Portugal foram as de Coimbra, Lisboa e Santarém (Alcáçova). Foi durante o reinado de Pedro I que foram editados os primeiros diplomas legislativos que obrigavam compulsivamente a separação entre judeus e cristãos, ou seja, a obrigatoriedade da existência de judiarias. A partir dessa época, todos os judeus deviam recolher-se nas judiarias durante a noite e as mulheres cristãs eram proibidas de ali entrar. Estas medidas foram mais nítidas nas grandes cidades pois nas povoações mais pequenas o diploma régio era quase que ignorado. Por exemplo, em Braga, a primeira judiaria só iria ser fundada por D. João I, por ocasião de sua visita à cidade, e que obrigaria os judeus a viverem na Rua do Poço, perto da Sé Catedral, em casas empresadas pelo Cabido.
O termo deixou de existir oficialmente após as conversões forçadas de 1497, mas continuou a povoar o imaginário popular. Com o advento da introdução da Inquisição em Portugal, na primeira metade do século XVI, a propaganda antissemita inquisitorial haveria de transformar radicalmente o sentido da palavra, distorcendo-o até aos nossos dias.
As judiarias surgiram em princípio como resultado da intolerância praticada pelos cristãos e do desejo por parte dos judeus de manter sua unidade e exclusividade. O papa Paulo IV criou a primeira judiaria legal em Roma no ano 1555. Judiarias similares foram criadas na maioria dos países da Europa durante os três séculos seguintes. Deveriam estar rodeadas por muralhas e suas portas eram fechadas ao anoitecer. A abolição desse sistema produziu a raíz da Revolução Francesa e dos movimentos liberais do século XIX. Em 1870 a judiaria de Roma, a última legal que existia na Europa, foi abolida por Vítor Emanuel II da Itália.

## Arquitetura

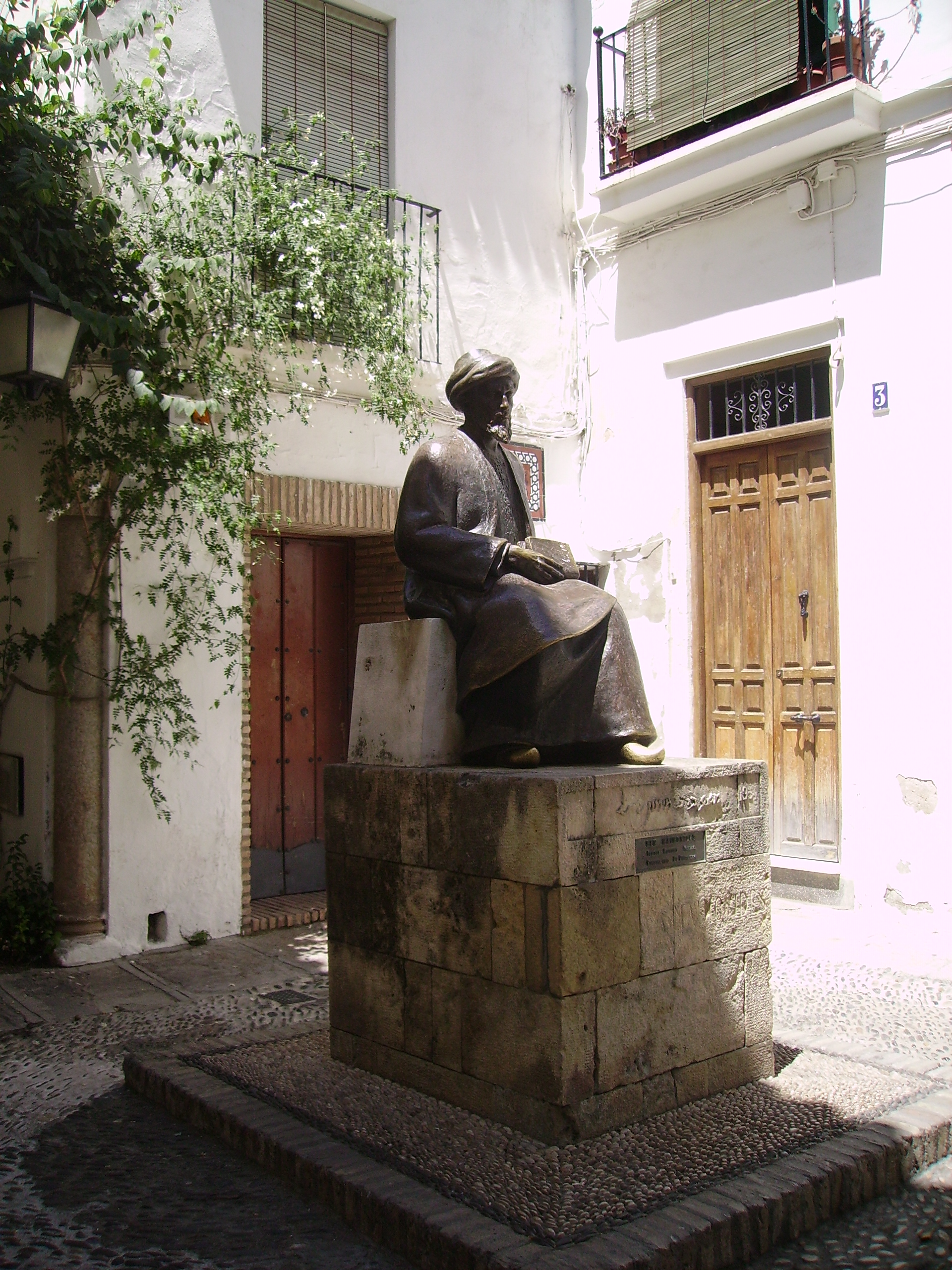
Casa e estátua de Maimônides, importante médico e intelectual judeu natural de Córdova quando esta era a capital do Alandalus muçulmano

As casas podiam ser de ladrilho, adobe e madeira. Por sua parte, as ruas eram pavimentadas com pedras. Muitas vezes estava rodeado de paliçadas, e à noite era fechada e era isolada do resto da cidade. Eram bairros separados, comparáveis aos guetos nazistas.

## Calls
Call, do hebraico kahal (קהל), é a palavra utilizada em vários lugares do âmbito linguístico catalão para designar as judiarias ou bairros judeus; só há referência ao espaço físico, em nenhum momento se utiliza este termo, como sinônimo de comunidade judia.
Os calls mais importantes são os de Barcelona, Gerona e Palma de Maiorca.

## Hara- judiarias tunisinas
Na Tunísia, os bairros judeus eram chamados hara, um termo árabe que significa simplesmente "bairro" que naquele país do Norte de África passou a designar especificamente bairros habitados exclusivamente por judeus. Hara designa igualmente as localidades exclusivamente judias, como é das localidades judias da ilha de Djerba, Hara Kebira, próxima de Houmt Souk, e de Hara Sghira, no centro da ilha, atualmente chamadas oficialmente, respetivamente, Es Souani e Er Riadh.
Outrora comunidades prósperas e por vezes influentes, perfeitamente integradas nas sociedades muçulmanas, embora com alguma autonomia político-jurídica, a esmagadora maioria dos seus membros emigrou para Israel entre os anos 1950 e 1960.

## Em Portugal
A Rede Nacional de Judiarias foi criada em 2011 por iniciativa da Região de Turismo da Serra da Estrela e tem feito um trabalho notável de catalogação do património material judaico existente no país. Integra 37 concelhos portugueses e tem sede em Belmonte: